# Russell Oberlin
Russell Keys Oberlin (* 11. Oktober 1928 in Akron, Ohio; † 26. November 2016 in New York City, New York) war ein US-amerikanischer Countertenor.

## Leben
Der Sohn der Eheleute Mary Ethel Keys und John Russell Oberlin hatte bereits als Kind in verschiedenen Jungen- und Kinderchören gesungen. Im Alter von 14 Jahren veränderte sich Oberlins Stimme zum Bariton, zwei Jahre später sang er Tenor. Nach seinem High-School-Abschluss 1946 an der John R. Buchtel High School in Akron, Ohio studierte er Gesang an der berühmten Juilliard School of Music in New York City, wo er 1951 seinen Abschluss machte. Zu jener Zeit sang Oberlin ausschließlich in normaler Tenor-Lage.
Erst als Mitglied des 1953 gegründeten New Yorker Vokal- und Instrumentalensembles The Pro Musica Antiqua versuchte sich Oberlin an der Alt-Lage. Damit war er so erfolgreich, dass er bald allgemein als Countertenor angesehen wurde.
Bekannt wurde Oberlin vor allem mit Interpretationen von Musik aus Renaissance und Barock. Seine Einspielung mit Arien von Georg Friedrich Händel wurde weltberühmt. Oberlin musizierte unter anderem zusammen mit dem kanadischen Pianisten Glenn Gould: Die gemeinsame Aufnahme der Kantate BWV 54 Widerstehe doch der Sünde von Johann Sebastian Bach ist als seltenes Filmdokument der Gesangskunst Oberlins auf der DVD Hereafter, einer Dokumentation über Glenn Gould von Bruno Monsaingeon, zu sehen. Im November 2023 erschien bei Deutsche Grammophon eine neunteilige Wiederveröffentlichung von Oberlins sämtlichen Decca-Aufnahmen.